# Липчанська сільська рада
| Липчанська сільська рада — колишній орган місцевого самоврядування у Хустському районі Закарпатської області з адміністративним центром у с. Липча. Сільській раді підпорядковані населені пункти: - с. Липча - с. Кривий - с. Крайнє - с. Осава |

## Склад ради
Рада складалася з 22 депутатів та голови.

## Керівний склад сільської ради
| ПІБ                  | Основні відомості                                                 | Дата обрання | Дата звільнення |
| -------------------- | ----------------------------------------------------------------- | ------------ | --------------- |
| Малета Юрій Іванович | Сільський голова, 1978 року народження, освіта вища, безпартійний | 25.10.2015   |                 |
| Белей Іван Юрійович  | Сільський голова, 1950 року народження, освіта вища, безпартійний | 31.10.2010   | 15.04.2015      |

Примітка: таблиця складена за даними джерела